# ستان أغيرا
ستان أغيرا (ولد في 3 مايو 1961) هو كاتب من مولكي، وهي بلدة بالقرب من مانغلور، كارناتاكا، الهند. وهو كاتب مشهور باللغة الكونكانية. بدأ الكتابة في سن مبكرة عندما كان عمره 14 عامًا. كتب أكثر من 250 قصة قصيرة و 18 رواية باللغة الكونكانية.

## النشأة
يعد أغيرا مشهورًا في مجال الأدب الكونكاني. نُشرت قصته القصيرة الأولى في عام 1975. عندما كان عمره بالكاد 14 عامًا. حتى الآن كتب أكثر من 250 قصة قصيرة و 18 رواية باللغة الكونكانية. كان والده، الرقيب الراحل ليجوري أجيرا، يخدم في القوات الجوية الهندية لمدة 35 عامًا. ولد أغيرا ونشأ في مولكي وأكمل تعليمه الابتدائي في دير بيثاني، وحصل على المدرسة الثانوية من كلية الحكومة الإعدادية، وحصل على درجة البكالوريوس في التجارة من جامعة ميسور وحصل على درجة الماجستير في إدارة الأعمال من معهد IBAM في نيودلهي. بدأ مسيرته المهنية في مجال المبيعات مع فرع شركة Godrej Soaps في مومباي في أوائل الثمانينيات قبل أن ينتقل إلى دبي في عام 1990. وهو يعمل ويعيش حاليًا في دبي مع زوجته إيفون وأطفاله شون وإلتون.

## الأعمال الأدبية
كُرم وحصل على جوائز منغوا كونكاني بهاشا ماندال، وكونكاني كوتام البحرين 2011، وجائزةديجي-دبي الأدبية 2014 وأكاديمية كونكاني ساهيتيا، كارناتاكا عن رواياته. فازت روايته مرحبا موجي دافنيم بجائزة AIKWO في عام 2014. وقد نشر أعمالاً تُحسب له باللغات الكونكانية والكانادا والإنجليزية. كان عموده الكونكاني "بينداس" في موقع daijiworld.com يحظى بشعبية كبيرة بين القراء الكونكانيين. تم اختيار مجموعته القصصية باللغة الكونكانية، تامبدي ميرسانغ ، والتي نشرت في عام 2006، لجائزة أكاديمية كارناتاكا كونكاني ساهيتيا. حصل على جائزة تقدير الدكتور TMA PAI من مانيبال عن مختاراته من القصص القصيرة "كاتيلاتشو أناميك" لعام 2021. نُشرت قصصه القصيرة في مجلات مثل Woman's Era و Alive ، التي تصدر من نيودلهي. حصل على جائزة كاتب القصة الكونكانية لعام 2008 من قبل daaiz.com، وهي بوابة إلكترونية تعمل على تعزيز الأدب الكونكاني. تتوفر قصصه القصيرة باللغة الإنجليزية أيضًا في العمود المخصص تحت عنوان "Red Chillis" على موقع www.daijiworld.com.

## روابط خارجية
1. أعلنت دار نشر رايدر العالمية في نيويورك عن إصدار مجموعة قصصية للكاتب ستان أجيرا بعنوان "الشاي والقهوة وكعكة الجبن". الرابط التالي للبيان الصحفي: http://www.prlog.org/10626862-tea-coffee-and-cheese-cake-by-stan-ageira-now-available.html
2. كونكاني كوتام، البحرين، سوف يمنح جائزة كونكاني كوتام لستان أجيرا. انقر على رابط الأخبار: http://www.deccanherald.com/content/176860/konkani-kutam-award-stan-ageira.html
3. http://www.daijiworld.com/news/news_disp.asp?n_id=109385